# Озерянська сільська рада (Кобеляцький район)
Озерянська сільська рада — колишній орган місцевого самоврядування у Кобеляцькому районі Полтавської області з центром у c. Озера.

## Населені пункти
Сільраді були підпорядковані населені пункти:
- c. Озера
- с. Морози
- с. Поводи
- с. Прощуради